# Mary Somerville
Mary Fairfax Somerville (n. 26 decembrie 1780, Jedburgh⁠(d), Scoția, Regatul Marii Britanii – d. 28 noiembrie 1872, Napoli, Regatul Italiei) a fost o femeie-savant și scriitoare din Scoția.
Printre domeniile de care s-a ocupat cu predilecție au fost matematica și astronomia.
A fost a doua femeie-om de știință, după Caroline Herschel, care a dobândit recunoaștere din partea Regatului Britanic.